# Тоїфілу Мауліда
Тоїфілу Мауліда (фр. Toifilou Maoulida, нар. 8 червня 1979, Кані-Келі) — французький футболіст, що грав на позиції нападника, зокрема, за «Монпельє», «Марсель» та «Ланс».

## Ігрова кар'єра
У дорослому футболі дебютував 1997 року виступами за команду «Монпельє», в якій провів чотири сезони, взявши участь у 118 матчах чемпіонату.  Більшість часу, проведеного у складі «Монпельє», був основним гравцем атакувальної ланки команди. 1999 року виборов у її складі титул володаря Кубка Інтертото.
Згодом грав за «Ренн», «Мец» та «Монако», після чого у 2006–2007 роках захищав кольори «Марселя».
Провівши другу половину 2007 року в «Осері», приєднався до «Ланса», за команду якого грав протягом 2008–2011 років.
У першій половині 2010-х також грав за «Бастію» та «Нім-Олімпік», а завершував ігрову кар'єру в «Турі», за команду якого виступав протягом 2016—2017 років.

## Титули і досягнення
- Володар Кубка Інтертото (1):

«Монпельє»: 1999